# Liste der Vogelgemälde von Albert Eckhout in der Hoflößnitz
Die Liste der Vogelgemälde von Albert Eckhout in der Hoflößnitz stellt die 80 Vogel-Ölgemälde des niederländischen Malers Albert Eckhout (* ca. 1607 in Groningen; † 1665 oder 1666 ebenda) an der Decke des Festsaals der Hoflößnitz dar, der sich dort im Berg- und Lusthaus (Schloss) befindet. Die Gemälde entstanden im Zeitraum von 1653 bis 1659 und zeigen hauptsächlich Vögel aus Brasilien.

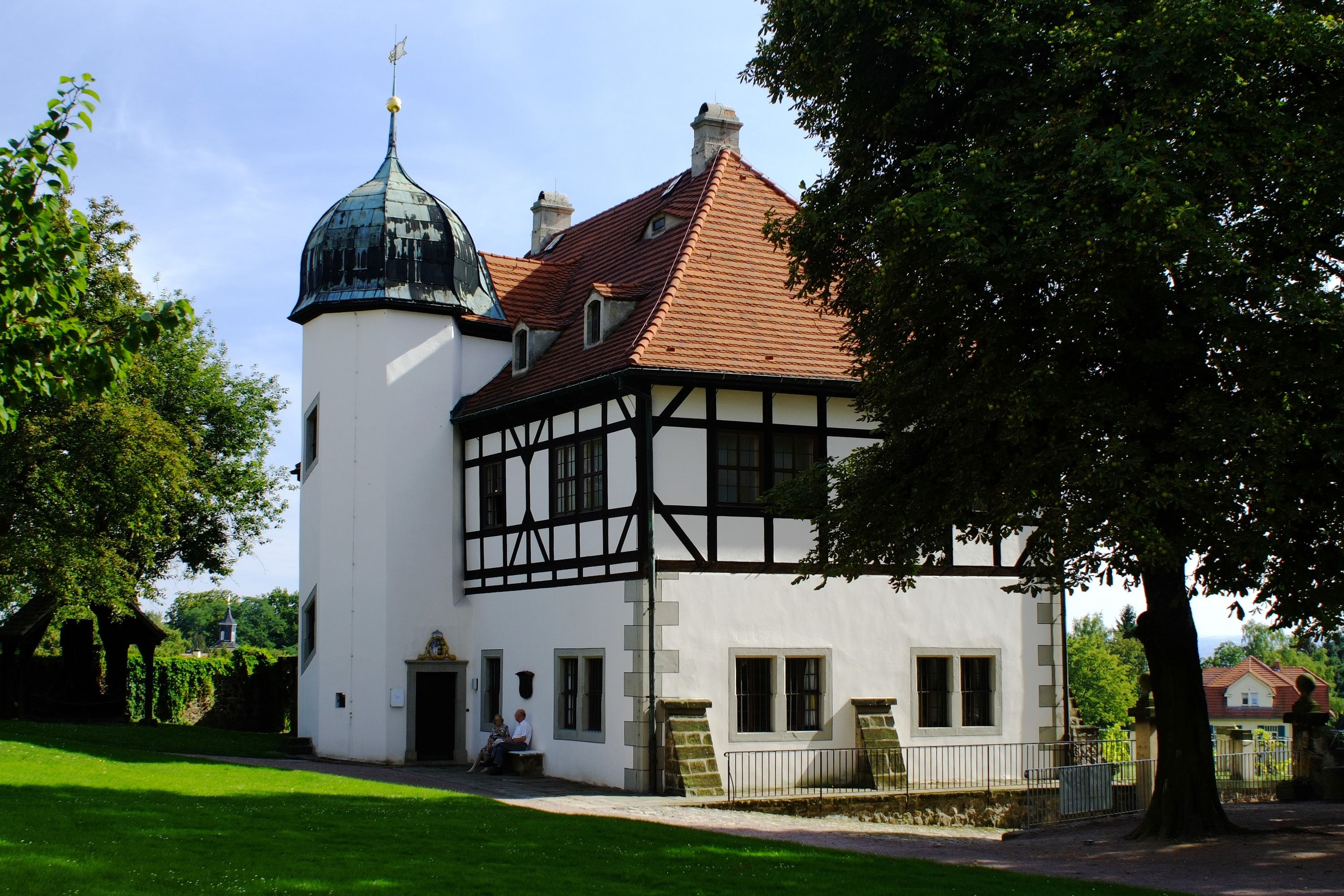
Berg- und Lusthaus, im Treppenturm der Eingang zum Festsaal im Obergeschoss

Die Hoflößnitz, zu jener Zeit kurfürstlich-sächsisches Weingut von Johann Georg I. (1585–1656) beziehungsweise dessen Nachfolger Johann Georg II. (1613–1680, ab 1656 Kurfürst), liegt im Stadtteil Oberlößnitz der sächsischen Stadt Radebeul. Sie ist ein Kulturdenkmal, das im Denkmalschutzgebiet Historische Weinberglandschaft Radebeul liegt und heute als städtisches Weingut zur Weinbau-Großlage Radebeuler Lößnitz, Einzellage Radebeuler Goldener Wagen, gehört. Das Berg- und Lusthaus ist Teil des dortigen Sächsischen Weinbaumuseums Hoflößnitz.
Das Berg- und Lusthaus ist „das kunstgeschichtlich überaus wertvolle, namentlich in seiner inneren Ausschmückung einzigartige, ehemalige kurfürstliche Weinbergschlößchen […]“.

## Geschichtlicher Hintergrund

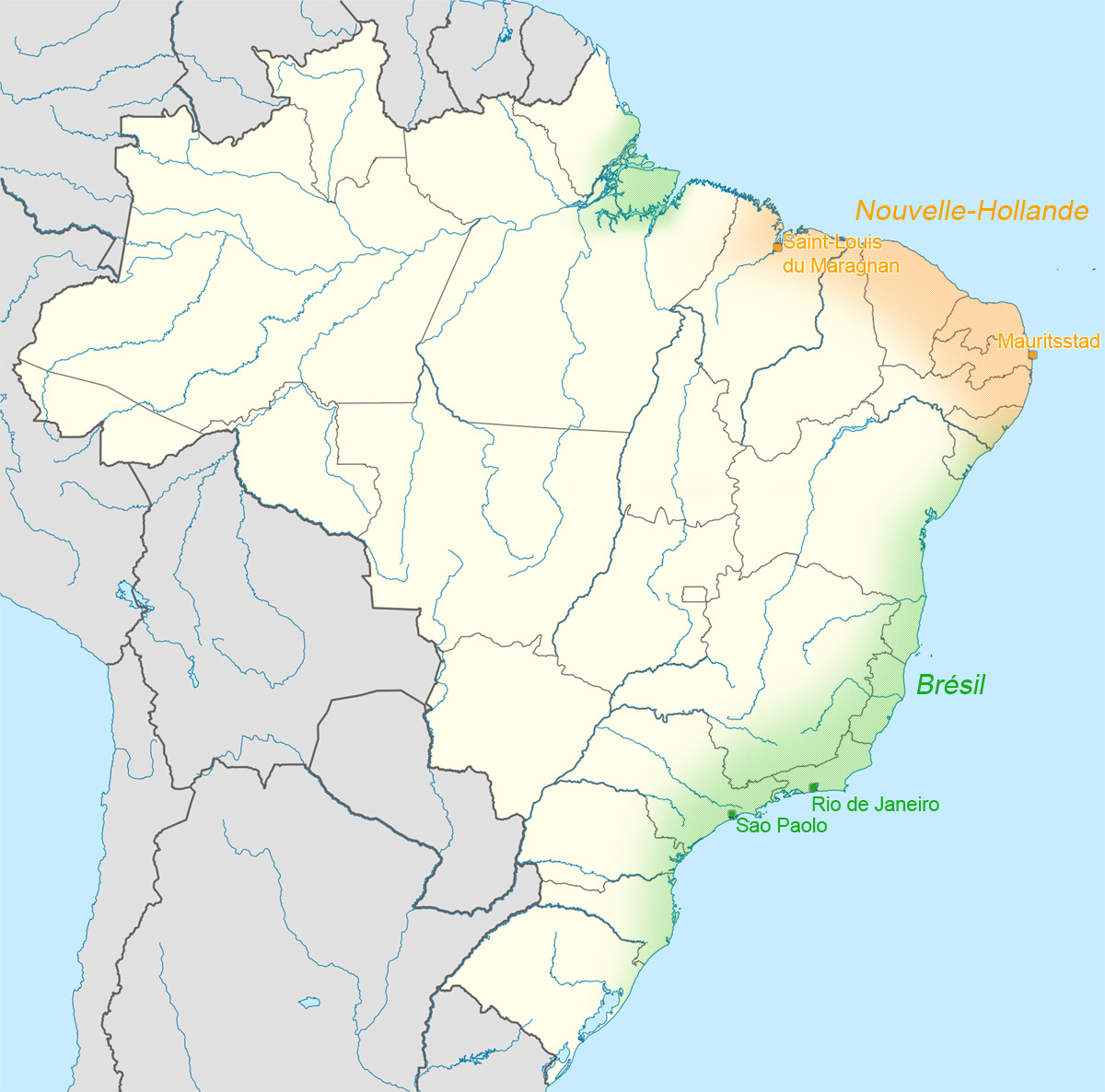
Niederländisch-Brasilien (orange)

### Die Vorlagen
Während der ab 1630 knapp 25 Jahre währenden niederländischen Kolonialgeschichte Nordbrasiliens (Niederländisch-Brasilien) nahm Eckhout an der vom General-Gouverneur Johann Moritz von Nassau-Siegen („Der Brasilianer“) (1604–1679) durchgeführten achtjährigen Brasilien-Expedition (1637–1644) teil. Weitere Teilnehmer waren der Geograf und Astronom Georg Markgraf (1611–1644), der Landschaftsmaler Frans Post (1612–1680), der Leibarzt Willem Piso (1611–1678), der Küchenschreiber Zacharias Wagner (1614–1668) und der Soldat Caspar Schmalkalden (1616–1673). Aufgaben waren die Vermessung des Landes, Erkundung der Region und ihrer Einwohner sowie die Dokumentation der Landschaft, der Flora und der Fauna.
Eckhout porträtierte insbesondere die Menschen sowie die Flora und Fauna der näheren Umgebung, aber auch die Mitbringsel der Expeditionen. Diese erkundeten die Küste zwischen 5 Grad und 11 Grad südlicher Breite sowie das Landesinnere bis zu 80 Meilen entlang der größeren Flüsse. Einige Erwerbungen niederländischer Handelsexpeditionen stammten auch aus Chile, aus der Karibik und von Südwestafrika.

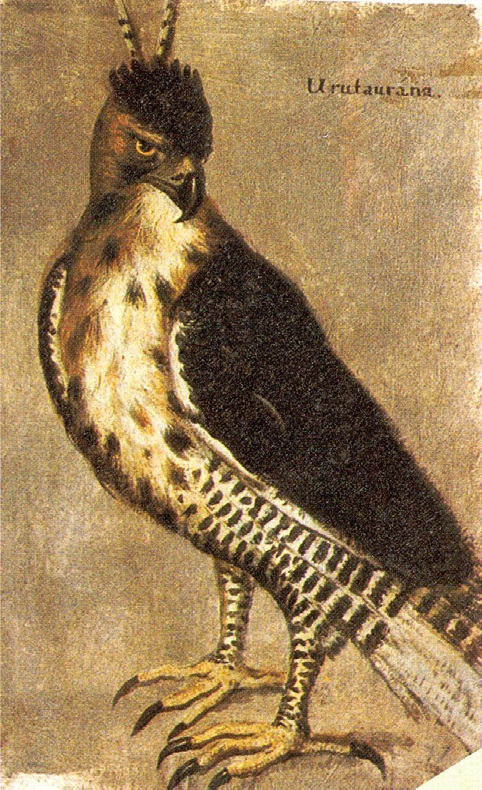
Urutaurana, aus den Icones Volatilium (vgl. Bild 57)

Es entstanden mehr als tausend Skizzen, Zeichnungen und Ölgemälde. Die Landschaftsbilder und sonstigen größeren Gemälde gingen unterschiedliche Wege. Die etwa 800 Menschen-, Flora- und Faunabilder blieben zusammen und wurden 1652 von Johann Moritz von Nassau-Siegen an den brandenburgischen Kurfürsten Friedrich Wilhelm verkauft und gelangten in den Besitz der königlichen Bibliothek, der späteren Preußischen Staatsbibliothek. Dessen Leibarzt, der Botaniker Christian Mentzel, schuf aus Eckhout zugeordneten Bildern die vier Bände des Theatrum rerum naturalium Brasiliae:
- Icones Aquatilium (69 Bilder, Wassertiere; Signatur der Preußischen Staatsbibliothek: Liber Picturatus A 32)
- Icones Volatilium (111 Bilder, Vögel; Signatur der Preußischen Staatsbibliothek: Liber Picturatus A 33)
- Icones Animalium (65 Bilder, Landtiere; Signatur der Preußischen Staatsbibliothek: Liber Picturatus A 34)
- Icones Vegetabilium (172 Bilder, Pflanzen; Signatur der Preußischen Staatsbibliothek: Liber Picturatus A 35)

sowie einen weiteren Band, der nicht einsortierte Gemälde und Zeichnungen enthielt:
- Miscellanea Cleyeri (35 Bilder Verschiedenes, benannt nach Andreas Cleyer; Signatur der Preußischen Staatsbibliothek: Liber Picturatus A 38)[2]

Dazu erhielt Friedrich Wilhelm von Johann Moritz zwei weitere Bildbände, deren Aquarelle und Skizzen direkt auf die gebundenen Blätter gemalt waren und wohl von Georg Markgraf stammen:
- Libri Principis. Band 1. (193 Tierbilder, darunter 85 Vögel; Signatur der Preußischen Staatsbibliothek: Liber Picturatus A 36)
- Libri Principis. Band 2. (185 Pflanzenzeichnungen; Signatur der Preußischen Staatsbibliothek: Liber Picturatus A 37)

Alle sieben Werke wurden zusammen verwahrt und später von der Preußischen Staatsbibliothek mit der angegebenen Nummerierung in der Reihenfolge in sieben Bänden als Libri Picturati A 32 bis A 38 zusammengefasst. Während des Zweiten Weltkriegs wurden diese Bände ausgelagert und verschwanden. Etwa 30 Jahre nach Kriegsende wurde bekannt, dass sie sich in der Jagiellonischen Bibliothek in Krakau befinden.
Neben den in diesen sieben Bänden zusammengestellten Bildern entstand als Ergebnis der Brasilienerforschung die Historia Naturalis Brasiliae. Diese besteht aus vier Bänden über tropische Medizin von Willem Piso und aus acht Bänden über Pflanzen, Tiere, Meteorologie, Ethnologie und Geografie. Grundlage dieser acht Bände waren die auf einzelnen Zetteln notierten Erkenntnisse des früh verstorbenen Markgraf, die der Leidener Gelehrte Johannes de Laet 1648 veröffentlichte.

### Die Deckenbilder

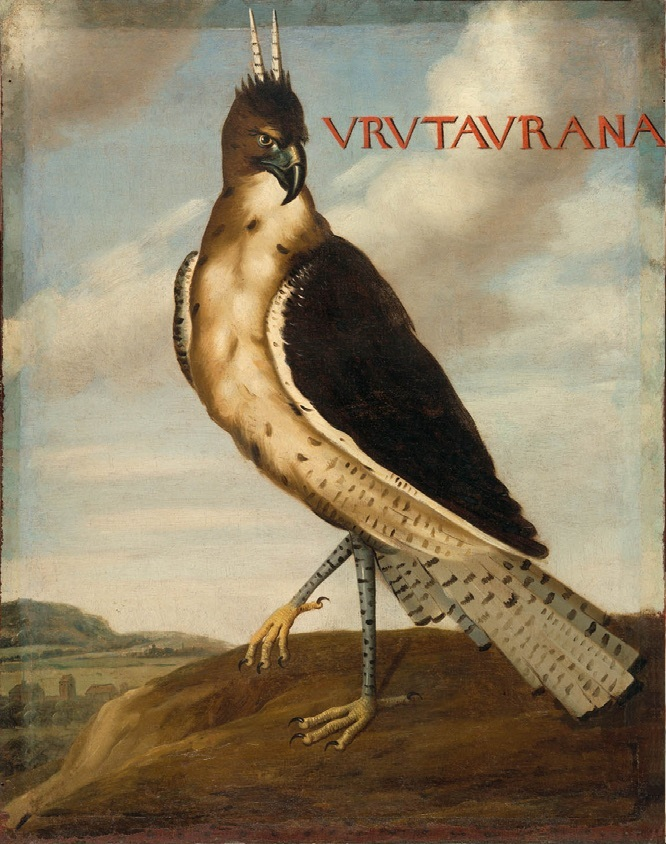
Urutaurana (Spizaetus ornatus), aus der Hoflößnitz (Bild 57)

Vermutlich durch Vermittlung von Johann Moritz von Nassau-Siegen wurde Eckhout 1653 an den kurfürstlich-sächsischen Hof gerufen, um für Johann Georg I. die knapp acht auf acht Meter große Festsaaldecke im Lust- und Berghaus der Hoflößnitz auszuschmücken. Dazu sollte er alle noch in seinem Besitz befindlichen Zeichnungen und Skizzen mitbringen.
Die Bilder wurden von Eckhout auf Leinwände gemalt, ohne die später zur Befestigung benutzten Rahmenhölzer zu berücksichtigen. Das heißt, dass teilweise weit nach außen gerückte Teile von Vögeln (Füße, Schwänze oder Köpfe) vom Rahmen überdeckt werden. Jeweils zehn Bilder wurden zu einer Reihe nebeneinander gesetzt, acht solche Reihen zwischen den Deckenbalken ergeben den Deckenspiegel. 74 Gemälde haben eine Größe von etwa 90 cm × 75 cm, die anderen sind wegen der Anpassung an die Deckengegebenheiten kleiner.
Die Anordnung der Vögel im Deckenspiegel ergibt keine erkennbare Reihenfolge, weder nach Habitat noch nach der systematischen Einordnung. Einige Vögel erscheinen mehrfach. 45 der dargestellten 88 Vögel gehen sowohl auf die Icones Volatilium als auch auf die Libri Principis zurück. 33 Vögel gehen nur auf die Icones Volatilium zurück und 7 finden sich nur in den Libri Principis. Arara (Nr. 2), Quelele (Nr. 24) und Guara (Nr. 49) gehen auf keine dieser Vorlagen zurück.
Während des Zweiten Weltkriegs entstanden 1943/1944 im Rahmen des „Führerauftrags Farbphotographie“ Farbfotos der Deckengemälde, die sich heute im Historischen Farbdiaarchiv zur Wand- und Deckenmalerei im Zentralinstitut für Kunstgeschichte in München befinden.
In den 1990er Jahren wurden die Bilder abgenommen und mit Hilfe von Mitteln aus der Messerschmidt-Stiftung restauriert. Im Bestand der Deutschen Fotothek befinden sich Schwarzweiß-Scans von Fotos nach der Restaurierung, die mit ebensolchen von 1965 verglichen werden können. Seit der Restaurierung können die Vogelgemälde im Festsaal wieder betrachtet werden.

## Liste der Vogelbilder
Die in der Tabelle verwendeten Spalten listen die im Folgenden erläuterten Informationen auf. Dabei stammen alle Spalten aus Quaisser 2001, ergänzt um die Spalte Weiterer Name, um entsprechende Verlinkungen auf bestehende Wikipedia-Artikel herstellen zu können.
- Nr.: Nummerierung von 1 bis 80.[6] (Diese Nummerierung bezieht sich auf Ferrão & Monteiro Soares 1997.)[7]
- Bildname: Der auf dem Bild vermerkte, indianische Vogelname (evtl. auch zwei oder drei Namen, einige mussten anhand des Bildes gegenüber der Liste[6] korrigiert werden).
- Deutscher Name: Die Übersetzung der historischen Bildnamen auf einen deutschen Trivialnamen erfolgt in Quaisser/Magirius 2001[6] anhand von Hans Edmund Wolters 1982[8] als Referenz.
- Weiterer Name: Weiterer Name, wie er hier bei Wikipedia als Lemmatitel verwendet wird. (Wenn der Artikel noch nicht existiert, wird in Klammern auch die Gattung, Unterfamilie und/oder Familie angegeben.)
- Wissenschaftlicher Name: Der lateinische Artname (Binomen).[9][3]
- Vorlagen in Libri Picturati: Die meisten Vogelbilder entsprechen Vorlagen aus folgenden Büchern (nach dem Schrägstrich: Blattnummer nach Schneider 1938;[10] in Klammern: Seite im Reprint von Ferrão & Monteiro Soares 1997[7]):
  - Icones Volatilium (A33)
  - Libri Principis, Band 1 (A36)
  - Libri Principis, Band 2 (A37)
- Anmerkungen: Anmerkungen zu Einzelheiten (beispielsweise afrikanischer Vogel, nicht brasilianisch), insbesondere aber auch der Status der Ikonotypen bei Linné und Gmelin.[6]
- Bild: Foto des Bildes (entnommen aus Teixeira 2009).[3]

| Nr. | (Indianischer) Bildname    | Deutscher Name nach Wolters 1982                | Weiterer Name                                                     | Wissenschaftlicher Name                             | Vorlagen in Libri Picturati     | Anmerkungen | Bild                               |
| --- | -------------------------- | ----------------------------------------------- | ----------------------------------------------------------------- | --------------------------------------------------- | ------------------------------- | --- | ---------------------------------- |
| 1   | Caripira                   | Prachtfregattvogel                              |                                                                   | Fregata magnificens                                 | A33/43(110)                     | Jugendkleid | Caripira                           |
| 2   | Arara                      | Arakanga                                        | Scharlachara                                                      | Ara macao                                           | keine                           | | Arara                              |
| 3   | Caninde                    | Ararauna                                        | Gelbbrustara                                                      | Ara ararauna                                        | A36/274, (A33/229)              | Psittacus ararauna (Linné: Syst. Nat. X. Aufl. 1758, BD. 1, S. 96) | Caninde                            |
| 4   | Tuite                      | Blauflügel-Sperlingspapagei                     |                                                                   | Forpus xanthopterygius                              | A33/265(171)                    | Platzierung des Vogels: Links oben | Tuite, Iapui und Caiicupeu caya    |
| 4   | Iapui                      | Orangetrupial                                   | Weißflügeltrupial (Trupiale)                                      | Icterus icterus                                     | A36/238, (A33/147)              | Oriolus jamacaii (Gmelin: Syst. Nat. 1. Aufl. 1789, S. 391). Platzierung des Vogels: Rechts oben | Tuite, Iapui und Caiicupeu caya    |
| 4   | Caiicupeu caya             | Isabelltangare                                  | (Tangaren)                                                        | Tangara cayana                                      | A36/166, (A33/133)              | Tangara flava (Gmelin: Syst. Nat. 1. Aufl. 1789, S. 896). Platzierung des Vogels: Links unten | Tuite, Iapui und Caiicupeu caya    |
| 5   | –                          | Palmentangare                                   | Palmtangare (Tangaren)                                            | Thraupis palmarum                                   | A33/175(145), A36/262           | Die Bilder 5 und 6 sowie 75 und 76 sind wegen der Anbringung über den Essen nur von halber Größe, bei 5 hängt links unten noch ein schmaler Streifen dran. | Palmentangare                      |
| 6   | Xororo                     | Weißbrust-Ameisenwürger                         |                                                                   | Taraba major                                        | A33/187(151), A36/236           | Die Bilder 5 und 6 sowie 75 und 76 sind wegen der Anbringung über den Essen nur von halber Größe. | Xororo                             |
| 7   | Potiriguacu                | Moschusente                                     |                                                                   | Cairina moschata var. dom.                          | A33/3,7,9(99)                   | | Potiriguacu                        |
| 8   | Tamatiaguacu               | Kahnschnabel                                    |                                                                   | Cochlearius cochlearius                             | A36/288                         | Jungvogel | Tamatiaguacu                       |
| 9   | –                          | Rötelpelikan                                    |                                                                   | Pelecanus rufescens                                 | A33/71(120)                     | Afrikanischer Vogel | Rötelpelikan                       |
| 10  | Potiriguacu                | Höckerglanzgans                                 |                                                                   | Sarkidiornis melanotus                              | A36/176, (A33/3,7,9)            | Anas carunculata (Lichtenstein: Abh. K. Akad. Wiss. Berlin, Phys. Kl. 1816/17 [1819], S. 176) | Potiriguacu                        |
| 11  | Guacara                    | Schmuckreiher                                   |                                                                   | Egretta thula                                       | A33/79(121)                     | | Guacara                            |
| 12  | Macucagua                  | Grausteißtinamu                                 |                                                                   | Tinamus solitarius                                  | A33/279(176)                    | | Macucagua                          |
| 13  | Potiriguacu                | Höckerglanzgans                                 |                                                                   | Sarkidiornis melanotus                              | A36/226, (A33/3,7,9)            | Anas carunculata (Lichtenstein: Abh. K. Akad. Wiss. Berlin, Phys. Kl. 1816/17 [1819], S. 226) | Potiriguacu                        |
| 14  | Inambu                     | Pampashuhn                                      | Rotflügeltinamu                                                   | Rhynchotus rufescens                                | A33/281(177), A36/234           | | Inambu                             |
| 15  | Caracara                   | Weißbrauenweihe                                 |                                                                   | Circus buffoni, Falco brasiliensis                  | A36/212, (A33/209,211)          | | Caracara                           |
| 16  | Iacamini                   | Sanderling                                      |                                                                   | Calidris alba                                       | A33/21(101), A36/278            | Schlichtkleid | Iacamini                           |
| 17  | Potiriguacu                | Moschusente                                     |                                                                   | Cairina moschata var. dom.                          | A36/230                         | weiße Zuchtform | Potiriguacu                        |
| 18  | Mituporanga                | Nacktgesichtshokko                              | (Hokkohühner)                                                     | Crax fasciolata                                     | A33/289(180)                    | | Mituporanga                        |
| 19  | Iabiruguacu                | Waldstorch                                      |                                                                   | Mycteria americana                                  | A33/61(116)                     | Mycteria americana (Linné: Syst. Nat. X. Aufl. 1758, S. 140), Jugendkleid | Iabiruguacu                        |
| 20  | Cuauna                     | Fleckenfaulvogel                                | Fleckmantel-Faulvogel (Faulvögel)                                 | Nystalus maculatus                                  | A37/111(43)                     | Alcedo maculata (Gmelin: Syst. Nat. 1. Aufl. 1788, Band 1, S. 451), ein schwanzloses Exemplar | Cuauna                             |
| 21  | –                          | Linienspecht                                    |                                                                   | Dryocopus lineatus                                  | A33/217(160)                    | | Linienspecht                       |
| 22  | Guarauna                   | Rallenkranich                                   |                                                                   | Aramus guarauna                                     | A33/61(116)                     | | Guarauna                           |
| 23  | Icoco                      | Marmorreiher                                    |                                                                   | Tigrisoma lineatum                                  | A36/200                         | | Icoco                              |
| 24  | Quelele                    | Schlichthauben-Perlhuhn, Kräuselhauben-Perlhuhn |                                                                   | Guttera plumifera, Guttera pucherani                | keine                           | Afrikanischer Vogel | Quelele                            |
| 25  | Iierebacaba                | Amerikascherenschnabel                          |                                                                   | Rynchops niger                                      | A33/25(102)                     | | Iierebacaba                        |
| 26  | Iacu                       | Schakukaka                                      | Weißbrauenguan (Penelope) (Hokkohühner)                           | Penelope jacucaca                                   | A36/214, A37/123(46), (A33/291) | | Iacu                               |
| 27  | Miqua                      | Anhinga                                         | Schlangenhalsvögel                                                | Anhinga anhinga                                     | A37/133(51)                     | Plotus anhinga (Linné: Syst. Nat. XII. Aufl. 1766, Band 1, S. 218) | Miqua                              |
| 28  | Guiratinga                 | Silberreiher                                    |                                                                   | Casmerodius albus                                   | A33/81(122), A36/222            | | Guiratinga                         |
| 29  | Cocopinima                 | Mangrovereiher                                  |                                                                   | Butorides striatus                                  | A33/67(118), A36/232            | | Cocopinima                         |
| 30  | –                          | Lachseeschwalbe                                 |                                                                   | Gelochelidon nilotica                               | A33/21(101), A36/282            | | Lachseeschwalbe                    |
| 31  | Cabia                      | Dominikanerkardinal                             | (Ammern)                                                          | Paroaria dominicana                                 | A33/177(146)                    | Jungvogel. Die Bilder 31 und 41 sind wegen der Lage am Eingangsvorbau polygonal beschnitten. | Cabia                              |
| 32  | Cabure                     | Riesenschwalk                                   | Riesentagschläfer                                                 | Nyctibius grandis                                   | A37/97(40), (A33/193)           | | Cabure                             |
| 33  | Guirapotia-pirangaiuparaba | Jungferntrogon                                  | (Trogone)                                                         | Trogon collaris                                     | A36/204, (A33/181)              | | Guirapotia-pirangaiuparaba         |
| 34  | Peci Peci                  | Savannenbussard                                 | Froschhabicht                                                     | Heterospizias meridionalis                          | A33/207(158)                    | | Peci Peci                          |
| 35  | Cocoi                      | Sokoireiher                                     | Cocoireiher                                                       | Ardea cocoi                                         | A33/65(117)                     | | Cocoi                              |
| 36  | Iacurutu                   | Amerikanischer Uhu                              | Virginia-Uhu                                                      | Bubo virginianus                                    | A33/199(156)                    | | Iacurutu                           |
| 37  | Cariama                    | Seriema                                         | Rotfußseriema                                                     | Cariama cristata                                    | A33/37(107)                     | | Cariama                            |
| 38  | Macoara                    | Scharlachsichler, -                             |                                                                   | Eudocinus ruber, „nicht identifizierter Sumpfvogel“ | A33/97(127)                     | Jungvogel | Macoara                            |
| 39  | Mitu                       | Hornwehrvogel                                   |                                                                   | Anhima cornuta                                      | A33/33(106), A36/170            | Palamedea cornuta (Linné: Syst. Nat. XII. Aufl. 1766, Band 1, S. 232) | Mitu                               |
| 40  | Aiaia                      | Rosalöffler                                     |                                                                   | Ajaia ajaja                                         | A33/83(123), A36/210            | | Aiaia                              |
| 41  | Iapu                       | Gelbbürzelkassike                               | Gelbrücken-Stirnvogel                                             | Cacicus cela                                        | A33/147(138), A36/242           | Die Bilder 31 und 41 sind wegen der Lage am Eingangsvorbau polygonal beschnitten. Aufgrund dieses Ausschnitts musste das Bild „auf dem Kopf“, im Vergleich zur Ausrichtung der anderen, angebracht werden.                                                                            | Iapu                               |
| 42  | Guara                      | Scharlachsichler                                |                                                                   | Eudocimus ruber                                     | A33/85(124)                     | | Guara                              |
| 43  | Cariama                    | Seriema                                         | Rotfußseriema                                                     | Cariama cristata                                    | A33/35(108)                     | Palamedea cristata (Linné: Syst. Nat. XII. Aufl. 1766, Band 1, S. 232) | Cariama                            |
| 44  | Minhu                      | Mantelbussard                                   | (Habichtartige)                                                   | Leucopternis polionota                              | A37/119(44), (A33/213)          | | Minhu                              |
| 45  | Pecacu                     | St.-Thomas-Grüntaube                            | Sao-Thomé-Grüntaube (Grüntauben)                                  | Treron sanctithomae                                 | A37/131(50), (A33/273)          | Columba s.thomae (Gmelin: Syst. Nat. 1. Aufl. 1789, Band 2, S. 778), Afrikanischer Vogel. Platzierung des Vogels: Links | St.-Thomas-Grüntaube und Kubataube |
| 45  | Pecacu                     | Kubataube                                       |                                                                   | Starnoenas cyanocephala                             | A37/127(48), (A33/273)          | Kubanischer Vogel. Platzierung des Vogels: Rechts | St.-Thomas-Grüntaube und Kubataube |
| 46  | Guirapongobi               | Buntkehlsaltator                                | (Saltatoren), (Kardinäle)                                         | Saltator maximus                                    | A33/185(150), A36/240           | | Guirapongobi                       |
| 47  | Urubu                      | Savannen-Gelbkopfgeier                          |                                                                   | Carthartes burrovianus                              | A36/254, (A33/213)              | | Urubu                              |
| 48  | Maguari                    | Maguaristorch                                   |                                                                   | Ciconia maguari, Euxenura maguari                   | A33/93(124)                     | Ardea maguari (Gmelin: Syst. Nat. 1. Aufl. 1789, Band 2, S. 623) | Maguari                            |
| 49  | Guara                      | Scharlachsichler                                |                                                                   | Eudocimus ruber                                     | keine                           | | Guara                              |
| 50  | Guirataieima               | Orangetrupial                                   | Weißflügeltrupial (Trupiale)                                      | Icterus icterus                                     | A33/141(137), A36/236           | Platzierung des Vogels: Links | Guirataieima und Ipecu             |
| 50  | Ipecu                      | Schwarzkehlspecht                               | Campephilus melanoleucos?                                         | Phloeoceastes melanoleucos                          | A36/188, A37/115(42)            | Platzierung des Vogels: Rechts | Guirataieima und Ipecu             |
| 51  | Guarirama                  | Amazonasfischer                                 |                                                                   | Chloroceryle amazona                                | A33/47(111)                     | | Guarirama                          |
| 52  | Guirapunga                 | Flechtenglöckner                                | Bartkotinga, (Schmuckvögel)                                       | Procnias averano                                    | A33/183(149), A36/184,228       | Ampelis averano (Hermann: Tab. Affin. Anim. 1783, S. 211). Platzierung des Vogels: Links | Guirapunga und Iacamiri            |
| 52  | Iacamiri                   | Rotschwanz-Glanzvogel                           | Rotschwanzjakamar (Glanzvögel)                                    | Galbula ruficauda                                   | A33/49(112), A36/290            | Weibchen. Platzierung des Vogels: Rechts | Guirapunga und Iacamiri            |
| 53  | Migua                      | Biguascharbe                                    | Olivenscharbe                                                     | Phalacrocorax brasilianus                           | A33/13(98), A36/224             | | Migua                              |
| 54  | Mitu                       | Mitu                                            |                                                                   | Mitu mitu                                           | A36/192, (A33/33,287)           | Crax mitu (Linné: Syst. Nat. XII. Aufl. 1766, Band 1, S. 269) | Mitu                               |
| 55  | Guiracoco                  | Dottertukan                                     |                                                                   | Ramphastos vitellinus ariel                         | A33/39(109)                     | | Guiracoco                          |
| 56  | Anhima                     | Hornwehrvogel                                   |                                                                   | Anhima cornuta                                      | A33/33(106), A36/170            | | Anhima                             |
| 57  | Urutaurana                 | Prachtadler                                     | Prachthaubenadler                                                 | Spizaetus ornatus                                   | A33/201(157)                    | | Urutaurana                         |
| 58  | Oieruba                    | Blauscheitelmotmot                              |                                                                   | Momotus momota                                      | A33/189(152), A36/258           | Platzierung des Vogels: Links | Quiiuba und Oieruba                |
| 58  | Quiiuba                    | Goldsittich                                     |                                                                   | Aratinga guarouba                                   | A33/253(170)                    | Platzierung des Vogels: Rechts | Quiiuba und Oieruba                |
| 59  | Iabiru                     | Jabiru                                          |                                                                   | Jaribu mycteria                                     | A36/174, (A33/63)               | | Iabiru                             |
| 60  | Potiriguacu                | Rotschnabelpfeifgans                            | Herbstpfeifgans                                                   | Dendrocygna autumnalis                              | A33/3(96), A36/220              | | Potiriguacu                        |
| 61  | Paragua                    | „Paragua“-Papagei                               |                                                                   | „Psittacus paraguanus“                              | A33/249(168)                    | Psittacus paraguanus (Gmelin: Syst. Nat. 1. Aufl. 1788, Band 1, S. 336), frei erfunden | Paragua                            |
| 62  | Quinguoanqui               | Rosaflamingo                                    |                                                                   | Phoenicopterus ruber roseus                         | A33/17(100)                     | Afrikanischer Vogel | Quinguoanqui                       |
| 63  | Aguapeacoca                | Rotstirn-Jassana                                | Rotstirn-Blatthühnchen (Blatthühnchen)                            | Jacana jacana                                       | A33/53(114), A36/266            | | Aguapeacoca                        |
| 64  | Guiraacangatara            | Guirakuckuck                                    |                                                                   | Guira guira                                         | A33/285(179)                    | Cuculus guira (Gmelin: Syst. Nat. 1. Aufl. 1788, S. 414) | Guiraacangatara                    |
| 65  | Curicaca                   | Weißhalsibis                                    |                                                                   | Theristicus caudatus                                | A36/202, (A33/87)               | | Curicaca                           |
| 66  | Aracoa                     | Paraka                                          | Weißbauch-Tüpfelguan, Ortalis araucuan (Tüpfelguan) (Hokkohühner) | Ortalis guttata aracuan                             | A33/295(181)                    | | Aracoa                             |
| 67  | Pongobi                    | Schwarzkehl-Arassari                            |                                                                   | Pteroglossus aracari                                | A36/186, (A33/39)               | Ramphastos Aracari (Linné: Syst. Nat. X. Aufl. 1758, S. 104) | Pongobi                            |
| 68  | Iapu                       | Orangetrupial                                   | Weißflügeltrupial (Trupiale)                                      | Icterus icterus                                     | A36/238, (A33/147)              | | Iapu                               |
| 69  | Iacurutu                   | Amerikanischer Uhu                              | Virginia-Uhu                                                      | Bubo virginianus                                    | A36/256                         | | Iacurutu                           |
| 70  | –                          | Blauscheitelmotmot                              |                                                                   | „vielleicht“ Momotus momota                         | A33/189(152), A36/258           | | Blauscheitelmotmot                 |
| 71  | Peci Peci                  | Wegebussard                                     | (Bussarde)                                                        | Buteo magnirostris                                  | A33/207(158)                    | | Peci Peci                          |
| 72  | Inaie                      | Eckschwanzsperber, Rotschenkelsperber           | (Habichte und Sperber)                                            | Accipiter striatus, Accipiter erythronemius         | A33/209(159)                    | | Inaie                              |
| 73  | Tingacu                    | Cayennekuckuck                                  | Eichhornkuckuck (Piaya) (Cozzyzinae) (Kuckucke)                   | Piaya cayana                                        | A33/285(179)                    | | Tingacu                            |
| 74  | Iacana                     | Zwergsultanshuhn                                |                                                                   | Porphyrio martinica, Porphyrula martinica           | A33/55(115), A36/270            | | Iacana                             |
| 75  | Matuitui                   | Amerikanischer Sandregenpfeifer                 | Amerika-Sandregenpfeifer                                          | Charadrius semipalmatus                             | A33/29(105), A36/282            | Die Bilder 5 und 6 sowie 75 und 76 sind wegen der Anbringung über den Essen nur von halber Größe, bei 75 hängt rechts unten noch ein schmaler Streifen dran. Aufgrund dieses Ausschnitts musste das Bild „auf dem Kopf“, im Vergleich zur Ausrichtung der anderen, angebracht werden. | Matuitui                           |
| 76  | Guira                      | Urubitinga                                      | Schwarzbussard                                                    | Buteogallus urubitinga                              | A37/91(38), (A33/203)           | Falco urubitinga (Gmelin: Syst. Nat. 1. Aufl. 1788, Band 1, S. 265). Platzierung des Vogels: Links. Die Bilder 5 und 6 sowie 75 und 76 sind wegen der Anbringung über den Essen nur von halber Größe.                                                                                 | Guira und Bauchschnabeltyrann      |
| 76  | –                          | Bauchschnabeltyrann                             | (Tyrannen)                                                        | Megarhynchus pitangua                               | A33/159(140), A36/252           | Lanius pitangua (Linné: Syst. Nat. XII. Auflage 1766, Band 1, S. 136). Platzierung des Vogels: Rechts. Die Bilder 5 und 6 sowie 75 und 76 sind wegen der Anbringung über den Essen nur von halber Größe.                                                                              | Guira und Bauchschnabeltyrann      |
| 77  | Ibiiau                     | Texasnachtschwalbe                              | (Falkennachtschwalben) (Nachtschwalben)                           | Chordeiles acutipennis                              | A33/221(161)                    | | Ibiiau                             |
| 78  | Cocoi                      | Sokoireiher                                     | Cocoireiher                                                       | Ardea cocoi                                         | A33/67(119), A36/248            | | Cocoi                              |
| 79  | Tiepiranga                 | Purpurtangare                                   |                                                                   | Ramphocelus bresilius                               | A33/125(134), A36/208           | Tangara bresilia (Linné: Syst. Nat. XII. Aufl. 1766, Band 1, S. 314). Platzierung des Vogels: Links | Tiepiranga und Iapuiuba            |
| 79  | Iapuiuba                   | Gelbbürzelkassike                               | Gelbrücken-Stirnvogel                                             | Cacicus cela                                        | A33/147(138), A36/242           | Platzierung des Vogels: Rechts | Tiepiranga und Iapuiuba            |
| 80  | Guiracoco                  | Mantelwollrücken                                | Dunkelmantel-Ameisenwürger                                        | Thamnophilus palliatus                              | A36/252, (A33/149)              | | Guiracoco                          |

## Deckenspiegel und Raumansicht
Räumliche Lage (das große Deckenbild entsteht, wenn man sich mit dem Kopf zur Westwand hin auf den Fußboden legt):
- Oben ist die Westwand mit der mittigen Kaminesse, auf beiden Seiten davon führen Türen in die Räume des Kurfürsten.
- Unten ist die Ostwand mit der mittigen Kaminesse, auf beiden Seiten davon führen Türen in die Räume der Kurfürstin.
- Links ist die Nordwand mit dem mittigen Eingang vom Treppenhausturm aus.
- Rechts ist die Südwand mit den Fenstern.

- Das fünfte Bild in der obersten Reihe und das erste Bild in der vierten Reihe stehen wegen der der Wandkontur angepassten Ausschnitte auf dem Kopf.
  - Vermutlich war die obere Hälfte der Deckengemälde ehemals zur Mitte hin orientiert, stand also im Vergleich zu hier auf dem Kopf wie die beiden angeschnittenen Gemälde.
- Ein Klick auf das Bild springt in die obige Erklärungszeile des jeweiligen Vogelbildes.

|  |  |  |  |  |  |  |  |  |  |
|  |  |  |  |  |  |  |  |  |  |
|  |  |  |  |  |  |  |  |  |  |
|  |  |  |  |  |  |  |  |  |  |
|  |  |  |  |  |  |  |  |  |  |
|  |  |  |  |  |  |  |  |  |  |
|  |  |  |  |  |  |  |  |  |  |
|  |  |  |  |  |  |  |  |  |  |

Mit dem Blick zum Treppenhauseingang auf der Nordseite beziehungsweise dem Prunkplatz auf der Südseite ergibt sich die folgende Raumansicht: